# Chiesa di San Lazzaro (Roma)
La chiesa di San Lazzaro, anche conosciuta come San Lazzaro dei lebbrosi o San Lazzaro in Borgo, è un luogo di culto cattolico di Roma situato nel quartiere Della Vittoria, in via Borgo San Lazzaro; è sede dell'omonima rettoria appartenente alla parrocchia di San Giuseppe al Trionfale.

## Storia

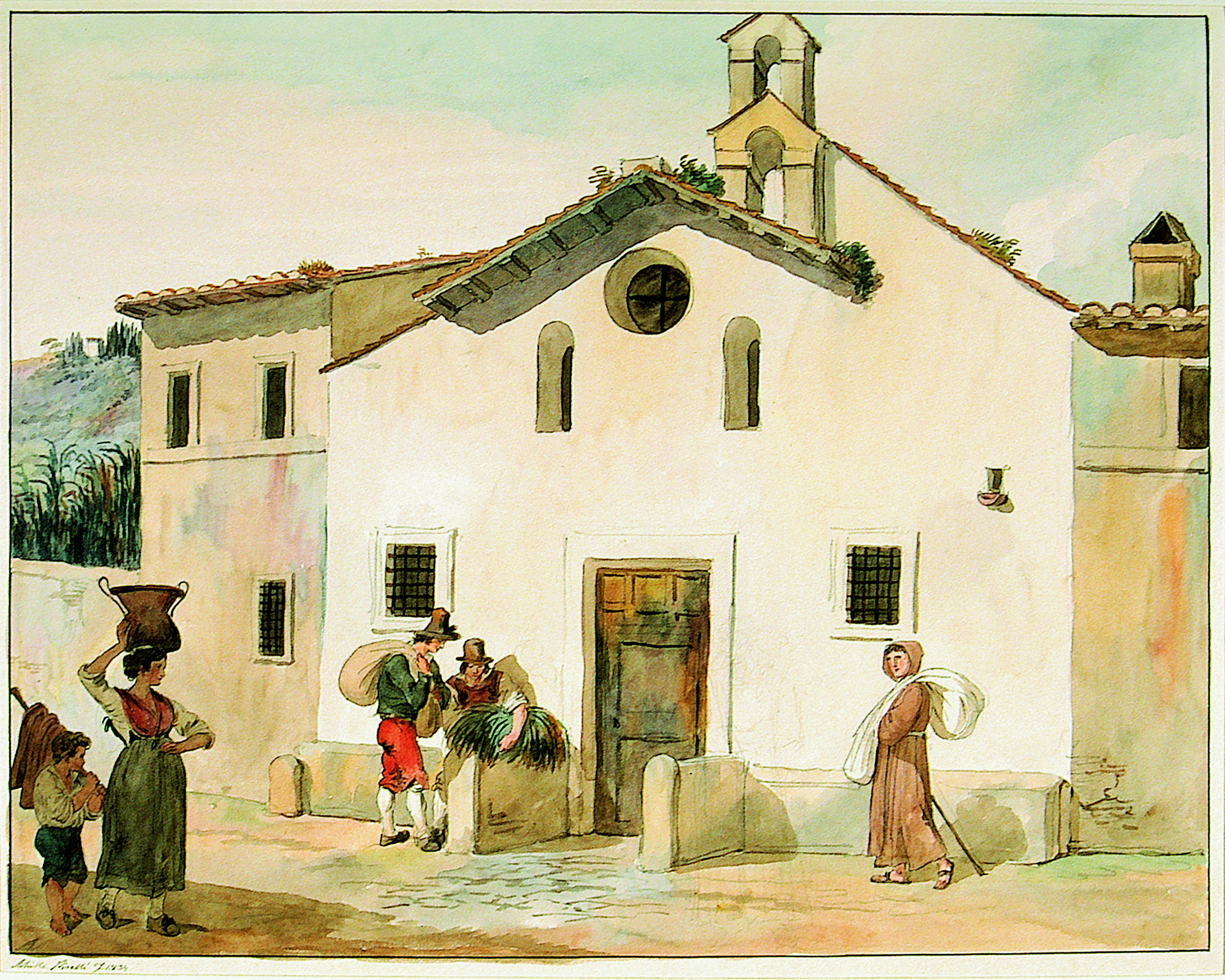
La chiesa in un acquarello di Achille Pinelli del 1834

La chiesa sorge in una strada laterale della via Trionfale, che rappresentava la parte finale della via Francigena, seguita dai pellegrini di tutta Europa per giungere a Roma e pregare sulle tombe degli apostoli. Conosciuta oggi col nome di San Lazzaro in Borgo o San Lazzaro dei lebbrosi, risale alla fine del XII secolo, quando un pellegrino francese, per ringraziare Dio della guarigione dalla lebbra, raccolse offerte e fondò una chiesa, dedicata a santa Maria Maddalena (su un preesistente oratorio o edicola sacra risalente al X secolo); accanto alla chiesa esisteva una locanda, ove i pellegrini si ristoravano per l'ultima volta prima di giungere in città.
Una “ecclesiam sancte Marie Magdalene ad pedem Montis Mali” (oggi Monte Mario) è attestata in un documento dell'11 maggio 1278, mentre atti notarili del 1480 attestano la fondazione di un lazzaretto adiacente alla chiesa: è in questa occasione che la chiesa mutò il suo nome in quello attuale. Gravemente danneggiata dai Lanzichenecchi nel 1527, fu restaurata nel 1536 ed eretta a parrocchia. Lo rimase fino al 1828; in seguito la chiesa cadde in rovina; e ciò che rimaneva del lazzaretto (un portale, alcune colonne e qualche muro) crollò definitivamente nel 1937. Solo nella seconda metà del XX secolo sono iniziate opere di recupero dell'edificio sacro, che sono culminate con i restauri effettuati dal 1997 al 2004, che hanno portato al rifacimento del tetto e della pavimentazione interna. La chiesa fu riaperta al pubblico ed al culto nel 1981.
La chiesa è ricordata nelle antiche cronache per diversi motivi:
- i papi che venivano eletti fuori Roma, iniziavano il loro corteo di presa di possesso della città a partire da questa chiesa;
- gli imperatori che scendevano a Roma per farsi incoronare dal papa, sostavano in questa chiesa in attesa di ricevere i messi pontifici che li accompagnavano in San Pietro;
- l'ubicazione della chiesa rappresentava infine una specie di “cordone sanitario” per la quarantena quando scoppiavano gravi epidemie.

Delle strutture medievali rimangono la chiesa e l'antica locanda, mentre sul luogo dell'antico lazzaretto di Roma è stato edificato, negli anni settanta del XX secolo, un posteggio.

## Descrizione

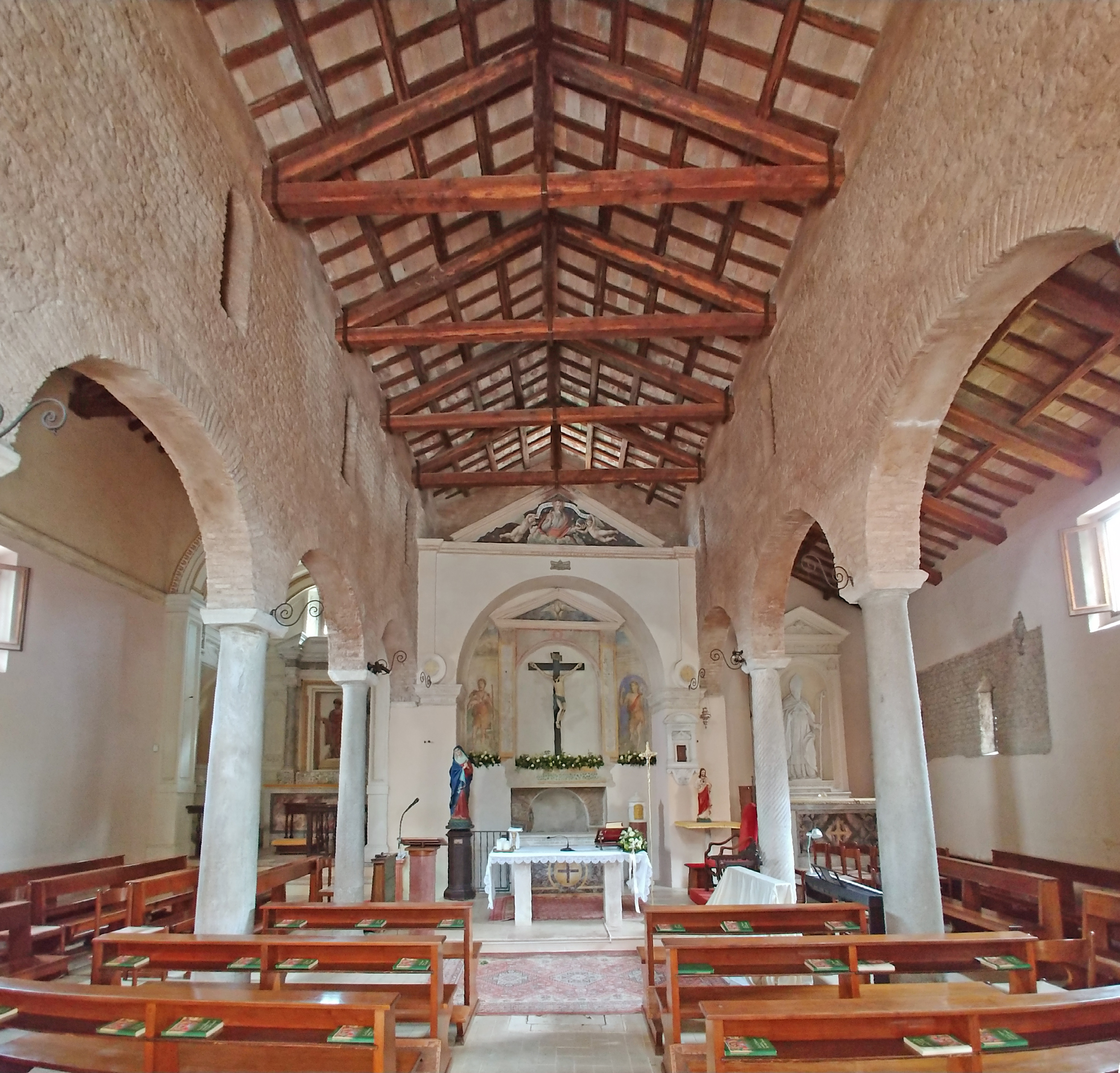
Interno

Esternamente, la chiesa si presenta in forme molto semplici, in stile romanico. Nella facciata a capanna sono inseriti un portale con cornice marmorea sormontato dallo stemma del Capitolo di san Pietro, un rosone e due finestre monofore. Sul tetto vi è un semplice campanile a vela.
All'interno la chiesa si presenta a pianta basilicale con tre piccole navate, separate tra loro da sei colonne (tre per parte), provenienti da edifici di epoca romana. Le pareti sono a pietre e mattoni a vista ed il tetto è a capriate.
Presso l'altare maggiore si conservano tracce di affresco raffigurante Dio Padre, con la scritta “Salvator mundi salva nos”. Nel pavimento si conservano quattro sepolture. A fianco dell'altare maggiore una lapide ricorda il restauro o rifacimento della chiesa dopo il sacco dei Lanzichenecchi, ad opera del sacerdote francese Domenico Gallison nel 1536.
Un altare laterale conserva un quadro raffigurante Santa Maria Maddalena, donato alla chiesa dalla confraternita dei vignaioli nel XVI secolo.